# Торваши
Торва́ши (чув. Тӑрваш) — деревня в Цивильском муниципальном округе Чувашской Республики России. В 2004–2022 годах входила в состав Таушкасинского сельского поселения. 

## Население
| 2010 | 2012 |
| ---- | ---- |
| 102  | ↗141 |